# Буј (град)
Буј (рус. Буй) град је у Русији у Костромској области. Према попису становништва из 2010. у граду је живело 25763 становника.

## Становништво
| 1939.  | 1959.  | 1970.  | 1979.  | 1989.  | 2002.  | 2010.  |
| ------ | ------ | ------ | ------ | ------ | ------ | ------ |
| 20.352 | 27.221 | 29.216 | 28.256 | 32.701 | 27.392 | 25.763 |